# Greensburg (Kansas)
Greensburg es una ciudad ubicada en el condado de Kiowa en el estado estadounidense de Kansas. En el año 2010 tenía una población de 777 habitantes y una densidad poblacional de 199,23 personas por km².

## Geografía
Greensburg se encuentra ubicada en las coordenadas 37°36′16″N 99°17′37″O / 37.604316, -99.293488 (37.604316, -99.293488).

## Demografía
Según la Oficina del Censo en 2000 los ingresos medios por hogar en la localidad eran de $28,438 y los ingresos medios por familia eran $39,188. Los hombres tenían unos ingresos medios de $28,426 frente a los $20,875 para las mujeres. La renta per cápita para la localidad era de $18,054. Alrededor del 12.4% de la población estaban por debajo del umbral de pobreza.